# 斯科皮伊夫卡
48°25′52″N 31°8′31″E / 48.43111°N 31.14194°E
斯科皮伊夫卡（烏克蘭語：Скопіївка），是烏克蘭中部的村莊，隸屬基洛夫格勒州的新烏克蘭卡區。該村始建於1850年，面積0.75平方公里，海拔高度117米，2001年人口213，人口密度每平方公里282.9人。